# Les Fous du roi (roman)
Pour les articles homonymes, voir Les Fous du roi.
Les Fous du roi ou Tous les hommes du roi (titre de la première édition intégrale française) (titre original : All the King's Men) est un roman de Robert Penn Warren, publié pour la première fois en 1946. Le titre serait inspiré de deux vers de la comptine Humpty Dumpty (All the king's horses and all the king's men / Couldn't put Humpty together again). 
En 1947, le roman remporte le Prix Pulitzer du roman. Il est adapté au cinéma en 1949 et en 2006, la première version décrochant l’Oscar du meilleur film. L’éditeur Modern Library classe le roman comme le 36e meilleur roman de langue anglaise du XXe siècle. En outre, il est inclus par le magazine Time dans son classement des 100 meilleurs romans parus depuis 1923 et le Guardian le classe parmi les 100 meilleurs livres de langue anglaise. 

## Résumé
Le récit évoque l’ascension et le règne politique du gouverneur Willie Stark (appelé « le Boss »), un populiste cynique du sud des États-Unis dans les années 1930. Le narrateur du récit est Jack Burden, un journaliste politique devenu le bras droit du gouverneur Stark. La carrière du Boss est entrecoupée de passages où Jack raconte l’histoire de sa vie et met en avant ses réflexions philosophiques : « L’histoire de Willie Stark et celle de Jack Burden, d’une certaine manière, ne font qu’une ». 

## Historique et structure romanesque
Le roman est au départ une pièce de théâtre en vers nommée Proud Flesh, écrite par Penn Warren en 1936. Dans cette pièce, un des personnages se nomme Willie Talos, en référence au personnage brutal du poème épique La Reine des fées écrit par l’anglais Edmund Spencer à la fin du XVIe siècle. 
Warren a toujours déclaré que Tous les hommes du roi « n’était pas supposé être un livre à propos de politique ».

### Les thèmes et les images
Un des principaux thèmes du roman est le fait que toutes les actions ont des conséquences, qu’il est impossible pour un individu de n’être qu’un spectateur de sa vie, tel que le fait le personnage de Jack (d’abord en tant qu’étudiant faisant des recherches en histoire et, plus tard, en tant que journaliste sarcastique). Durant la Grande Dépression, la population entière abandonne toute responsabilité et s’en remet à des leaders charismatiques tels que Willie Stark. Ce dernier semble ainsi combler les désirs des personnages ou le prétendre. Son garde du corps par exemple, Sugar Boy, atteint de bégaiement, aime le Boss car « Il p… p… parlait trop bien » ; Jack Burden ne peut se résoudre à coucher avec Anne Stanton, qu’il aime, alors que Stark le fait, etc. (C’est sous cet aspect que les personnages sont tous des « hommes du roi », en dehors de l’emprunt d’une phrase, le titre n’a rien à voir avec la comptine Humpty Dumpty. Il est en fait dérivé de la devise « Chaque homme est un roi » de l’homme politique et populiste américain Huey Long, dont la vie a inspiré celle du personnage de Willie Stark.) Mais ces succès par procuration sont tous condamnés à échouer, et Jack comprend qu’un homme doit « quitter l’histoire pour revenir dans l’histoire et, enfin, endosser la dure responsabilité du Temps. » 
Le roman explore des concepts Calvinistes, tels que le péché originel (« L’homme est conçu dans le péché et élevé dans la corruption, il ne fait que passer de la puanteur des couches à la pestilence du linceul », dit Willie lorsqu’il lance Jack Burden à la recherche d’une information compromettante sur quelqu’un. « Il y a toujours quelque chose. ») et la corruption (« il faut créer le bien à partir du mal », dit Willie lorsque ses méthodes brutales sont critiquées, « il n’y a rien d’autre dont on puisse le faire naître. ») Jack découvre qu’aucun homme n’est imperméable au péché sous certaines circonstances. Ainsi, dans sa recherche de ragots à propos du juge, commence-t-il par s’interroger dans quelles conditions un homme est amené à faire quelque chose de mal. Jack, Willie et Adam abandonnent tous l’Idéalisme lorsqu’ils comprennent que personne n’est innocent ou irréprochable. 
Un autre thème présent dans le roman et celui du « Grand Spasme ». Lorsque Jack Burden découvre par hasard que l’amour de sa vie, Anne Stanton, entretient une relation avec le gouverneur Willie Stark, il monte directement dans sa voiture et roule jusqu’en Californie afin de s’éloigner de cette liaison. La description par Jack de son voyage contient des références explicites ou indirectes à la notion de Destinée, ce qui est en quelque sorte ironique lorsqu’il revient convaincu par le « Grand Spasme ». 
Le « Grand Spasme » est un type particulier de nihilisme que Jack adopte durant son voyage vers l’Ouest : « Les mots ne signifiaient rien, et tout se réduisait à la pulsation du sang dans les artères et au spasme du nerf, comme quand la patte d’une grenouille morte se contracte, traversée par un courant électrique. » Lors de son retour de Californie, Jack conduit un vieil homme qui a un spasme involontaire au visage. Cette image devient une métaphore résumant l’idée « que toute vie se réduit à la pulsation sombre du sang et au spasme du nerf. » En d’autres termes, la vie n’a pas de sens, tout action est justifiée par un réflexe inné et personne n’est responsable de ses choix ou de sa destinée. (Pour Jack, ce concept est confirmé lorsqu’il est témoin d’une lobotomie pratiquée par Adam Stanton.) La distance émotionnelle rendue possible par cette conception lui permet de se détacher de sa propre frustration concernant la relation entre Anne Stanton et le Boss, et lui permet en outre de supporter des circonstances qui lui étaient jusque-là insupportables.
Les événements successifs (dont la mort tragique du gouverneur Stark, celle de son ami proche Adam Stanton et du juge Irwin, le père de Jack) convainquent Jack que le « Grand Spasme » est un modèle insuffisant pour expliquer ce qu’il a vu de l’histoire. « (Il) comprit que leurs tristes destinées ne dépendaient pas du pouvoir divin du Grand Spasme. Ils (ses amis) étaient condamnés, mais avaient néanmoins vécu sous le poids écrasant de leur propre volonté. » Finalement, il accepte sa part de responsabilité dans l’anéantissement de la vie de ses amis. 
Le roman se penche également à des thèmes œdipiens, alors que Jack découvre à la fois l’identité de son vrai père et combien il est responsable de sa mort. 
Le thème de l’identité du père et son effet sur le sentiment identitaire d’une personne est exploré à deux reprises dans le roman. D’abord grâce aux personnages d'Adam et Anne qui découvre l'identité de leur père (l’ancien gouverneur Stanton) qui avait aidé à étouffer une affaire de corruption. Ensuite lorsque Jack découvre que son père biologique est le juge Irwin, et non, comme il le pensait « l’Avocat. » À chaque fois, cette découverte entraîne un bouleversement des considérations morales du personnage. 
Le Temps est un autre thème majeur du roman et, tout particulièrement, l’idée que chaque instant passé contient les racines du futur. Exploré en permanence au sein du roman, ce motif thématique explique que la narration ne soit pas chronologique. Ainsi le récit s'assure de mettre à l'avant plan l’évolution des personnages et les liens thématiques entre les périodes. 

## Personnages

### Willie Stark
Le personnage central de Willie Stark (souvent simplement appelé « le Boss ») est soumis à une transformation radicale, passant d’un avocat idéaliste, piètre candidat au siège de gouverneur, à un gouverneur charismatique et puissant. À cette fonction, Stark va participer à diverses formes de corruption et construire une machine politique basée sur le mécénat et l’intimidation. Son approche de la politique lui fait de nombreux ennemis au sein de la Législature, mais ne détourne pas son électorat de base, qui répond avec enthousiasme à son comportement populiste. 
Le personnage de Stark est souvent décrit comme inspiré de la vie de Huey Long, ancien gouverneur de Louisiane et sénateur au milieu des années 1930. En 1935, Huey Long était au sommet de sa carrière lorsqu’il a été assassiné ; un an avant seulement Robert Penn Warren avait commencé à enseigner à l’université de Louisiane. Stark, tout comme Long, est tué à bout portant au Capitol par un médecin. Le titre du livre proviendrait de la devise de Long, « Chaque homme est un roi » ou de son surnom « Kingfish ». 
Dans son introduction de l’édition publiée par Modern Library, Warren nie avoir écrit un livre faisant l’éloge de Huey Long ou de son assassinat, mais il reconnaît cependant l’influence qu’il a pu avoir sur le personnage de Willie Stark : 
Une des tendances regrettables de notre époque et que l’accueil fait à un roman peut largement dépendre de sa pertinence journalistique. Même s’il n’est pas très élégant pour moi d’appeler cette tendance regrettable et de la contester, car la pertinence journalistique de Tous les hommes du roi avait certainement un rapport avec l’intérêt qu’il a suscité. Mon héros, cet homme politique, dont le nom est Willie Stark a rapidement été assimilé à l’ancien sénateur Huey P. Long… Un claire différenciation entre Huey Long et le personnage de fiction Willie Stark pourrait être apporté en examinant le nom de l’homme politique dans la pièce Proud Flesh, où il s’appelait à l’origine Talos, nom du personnage brutal et sans pitié du poème épique La Reine des fées écrit par Edmund Spencer. Mon idée s’est par la suite étoffée mais cette base est toujours restée, de sorte que, Willie Stark, est d’une certaine façon resté Willie Talos. Pour être plus explicite, Talos est une sorte de malédiction que la démocratie pourrait s’attirer. Le livre, cependant, n’a jamais supposé être un livre à propos de politique. La politique à simplement apporté le cadre d’une histoire dont les préoccupations à l’œuvre, quelle qu’elles soient, sont plus profondes. 

### Jack Burden
Jack Burden est le narrateur du roman, un ancien étudiant en histoire, journaliste et assistant personnel du gouverneur Willie Stark.
Son récit est poussé, d’une part, par la fascination du mystère qui entoure le personnage plus grand que nature de Willie Stark, et à la même échelle d’autre part, par sa lutte afin de découvrir les mécanismes dirigeant ce qui survient dans sa vie.
En narrant le récit, Jack mélange son histoire personnelle et celle, politique, du gouverneur Stark. Les récits parallèles qu’il fait de ces deux histoires créent un contraste saisissant entre le personnel et l’impersonnel. Alors que son ton cynique, détaché et souvent drôle suggère une tentative de se mettre en retrait des intrigues et passions des autres personnages, le contenu hautement personnel de sa narration laisse entendre qu’il a conscience qu’il ne peut complètement de retirer, lui et son histoire, de celle de Willie Stark. Et cela car son histoire, narré en parallèle, a influencé et modelé celle (tragique) de Willie Stark. 
En somme, le développement du personnage de Jack pourrait être grossièrement décrit comme une quête afin de s’éloigner de sa vision détachée, comme une série d’événement incontrôlables, de l’histoire humaines. En d’autres termes, on pourrait dire que ce personnage parcourt un chemin allant du refus de toute responsabilité personnelle jusqu’à son acceptation. Cependant, un trait de personnalité constant durant le développement du personnage de Jack est sa passion pour découvrir des vérités historiques. 

« Et le passé, le présent et le futur ne sont qu’un seul et même temps, et les morts n’ont jamais vécu avant que nous leur donnions vie, et leurs yeux, au-delà des ténèbres, nous implorent. C’est ce en quoi nous croyons, nous autres historiens. Et nous aimons la vérité. »

### Anne Stanton
Anne est l’amour d’enfance de Jack Burden et la fille du prédécesseur de Willie Stark, le gouverneur Stanton. De nombreux souvenirs sur la vie de Jack concernent les relations qu’il a eu avec Anne. Comme beaucoup des amis de Jack, Anne rejette le personnage de Willie Stark. Cependant, après la découverte d’une révélation bouleversante concernant un des écarts moraux de son père, Anne entretient une relation avec Willie Stark. 

### Adam Stanton
Adam est un médecin à succès, il est le frère d’Anne Staton et un ami d’enfance de Jack Burden. Jack voit Adam Stanton comme l’antithèse du gouverneur Stark, appelant Adam « un homme d’idées » et Willie « un homme d’action ». Plus tard, il décrit Adam comme étant poussé à « faire le bien. » Le gouverneur Stark engage Adam comme directeur de son nouveau projet, la construction d’un hôpital et d’un centre de soin. Poste qu’il refuse dans un premier temps, par rejet des inimitiés pour Willie Stark, avant d’être persuadé d’accepter par Jack et Anne qui remette en question sa supériorité morale. Cette transgression et les liens créés avec le gouverneur Stark se révéleront avoir des conséquences tragiques lorsque Adam apprendra, par le biais du gouverneur adjoint Tiny Duffy, que Willie Stark couche avec sa sœur. Adam dit d’ailleurs à Anne : « Qu’il ne voulait pas qu’on le prenne pour le maquereau de sa traînée de sœur. » Sa fierté détruite, Adam va à la rencontre du gouverneur au Capitole et lui tire dessus. Si l’on considère la possibilité que l’histoire de Willie Stark puisse être basée des faits réels, l’inspiration pour Adam Stanton serait le docteur Carl Weiss. 

### Juge Irwin
Le juge Irwin est un personnage d’un certain âge que Jack connaît depuis l’enfance, c’est d’ailleurs pour lui une figure paternelle. Willie Stark confie à Jack le soin de creuser dans le passé du juge Irwin afin de trouver quelque chose lui permettant de le faire chanter. L’enquête scrupuleuse de Jack révèle quelque chose : bien des années auparavant, le juge Irwin avait accepté des pots-de-vin afin de rejeter une affaire de poursuites entre une compagnie pétrolière et un homme nommé Mortimer Littlepaugh. Jack présente les preuves au juge et avoir d’avoir pu les utiliser contre lui, ce dernier se suicide. C’est seulement après ça que Jack apprend par sa mère que le juge Irwin était son père. 

### Cass Mastern
Un des premiers sujets de recherche majeur pour Jack Burden est centré sur la vie d’un ancêtre au XIXe siècle, Cass Mastern, un homme aux solides valeurs morales ayant étudié à l’université Transylvania dans le Kentucky (d’où est originaire Robert Penn Warren). L’histoire de Cass, révélée au travers de ses journaux et de sa correspondance, est principalement centré sur la trahison d’un ami et les conséquences néfastes de celle-ci sur plusieurs personnes. En étudiant des fragments de l’histoire de la Guerre Civile américaine, Jack commence à comprendre (même s’il n’est pas encore en mesure de l’accepter) que chaque événement a des conséquences imprévues et que toutes les actions ou personnes sont connectés à d’autres actions ou personnes. Jack laisse entendre qu’une des raisons pour lesquelles il n’a pas pu compléter ses travaux sur la vie de Cass Mastern n’est peut-être « pas parce qu’il ne pouvait le comprendre réellement, mais parce qu’il craignait de le comprendre, car ce qu’il y trouvait, c’était un reproche. »
Les dilemmes moraux de Cass Mastern font écho à ceux de Jack Burden, quelque chose qu’il ne comprend pas lorsqu’il travaille sur sa thèse et c’est une des raisons pour lesquelles il l’abandonne. 

## Adaptations

### Au théâtre
En dehors des premières versions de Proud Flesh, Robert Penn Warren rédige plusieurs adaptations théâtrales de Tous les hommes du roi ; l’une d’entre elles est écrite en collaboration avec le célèbre metteur en scène allemand Erwin Piscator en 1947.
Adrian Hall écrit et met en scène une nouvelle adaptation pour le théâtre, pour la Trinity Company de Providence au Rhode Island en 1987. Cette adaptation, d'abord jouée en exclusivité au Trinity, est ensuite reprise dans de nombreux théâtres. 

### À la radio
Le roman est adapté à la radio par NBC University Theatre et diffusé en janvier 1949. Wayne Morris y joue le rôle de Jack Burden et Paul Frees, celui de Willie Stark. 

### Au cinéma
- 1949 : Les Fous du roi (All the King's Men), film américain réalisé par Robert Rossen. La version cinématographique de Tous les hommes du roi sort quelques mois après l'adaptation du roman à la radio. Le film remporte trois Oscars : Oscar du meilleur film, Oscar du meilleur acteur pour Broderick Crawford et Oscar de la meilleure actrice dans un second rôle pour Mercedes McCambridge. Le film est également nommé dans quatre autres catégories. En 2001, la bibliothèque du Congrès de Washington qualifie le film de « culturellement essentiel » et le sélectionne, afin d’assurer sa conservation, au National Film Registry. Il est cependant admis que le récit du film diverge largement de celui du roman.

- 2006 : Les Fous du roi, film américain écrit et réalisé par Steven Zaillian, une adaptation plus fidèle du roman, avec Sean Penn (Willie Stark), Jude Law (Jack Burden), Kate Winslet (Anne Stanton), Anthony Hopkins (Juge Montague Irwin) et Patricia Clarkson (Sadie Burke)

### À la télévision
- 1958 : All the King's Men, téléfilm américain réalisé par Sidney Lumet, avec Neville Brand dans le rôle de Willie Stark. Le téléfilm est diffusé sur NBC en mai 1958 dans le cadre de la 11e saison de l'émission Kraft Theatre.

- 1971 :  Vsya korolevskaya rat (Tous les hommes du roi), mini-série soviétique réalisée par Mikhail Kozakov, produite par Byelrussian TV, avec Geogiy Zhzhonov (Willie Stark), Makhail Kozakov (Jack Burden), Alla Demidova (Anne), Oleg Efremov (Adam), Rostislav Pliatt (Irwin) et Lev Durov (Suger Boy).

### À l'opéra
Le compositeur américain Carlisle Floyd adapte le roman en opéra sous le titre Willie Stark. La première a lieu au Houston Grand Opera en 1981. 

## Réception critique
Dès sa sortie les réactions étaient majoritairement positives.
Dans le journal New Republic, George Mayberry écrit que le roman est « dans la veine de nombreux classiques », comparant ce dernier à Moby Dick de Melville, Le soleil se lève aussi de Hemingway ou Gatsby le Magnifique de Fitzgerald. « La qualité qui englobe tous ces titres », écrit-il, « l’utilisation de tout le potentiel du langage pour faire état avec imagination et intelligence d’un aspect important de nos vies. » Il termine sa critique en affirmant que : « Finalement, il s’agit d’un des véritables chefs-d’œuvre américains que l’on n’est pas prêt d’oublier. »
Dans le New York Times Book Review, Orville Prescott, qui souligne le dynamisme du récit, écrit : « il ne s’agit pas d’un chef-d’œuvre minutieusement poli. Il est accidenté, il a des détours et, d’une certaine manière, une approche confuse et indécise de problèmes essentiels qui n’est pas toujours convaincante. Mais quoi qu’il en soit, Tous les hommes du roi de Robert Penn Warren est une lecture merveilleusement vitale, c’est un livre tellement chargé en tension dramatique qu’il en jaillit presque des étincelles, un livre qui déborde d’une intense émotion, au rythme et à l’imaginaire poétique qui font de lui, comme certains de ses personnages diraient, un “liv’ à lir’” éclipsant la plupart des autres publications actuelles. »

## Récompenses
- 1947 : prix Pulitzer du roman, Tous les hommes du roi de Robert Penn Warren

## Éditions françaises
- Les Fous du roi, traduit par Pierre Singer, Paris, Stock, 1950
- Le Club Français du Livre, 1951
- LGF, coll. « Le Livre de poche » no 2338, 1968
- Stock, coll. « Bibliothèque cosmopolite » no 3, 1979  (ISBN 2-234-01088-8)
- LGF, coll. « Le Livre de poche. Biblio » no 3087, 1987  (ISBN 2-253-04325-7)
- Phébus, coll. « D'aujourd'hui. Étranger », 1999  (ISBN 2-85940-558-5)
- Les Belles Lettres, coll. "Domaine étranger", 2015
- Sous le titre Tous les hommes du roi, traduction revue, corrigée et complétée (version intégrale), Bordeaux, Monsieur Toussaint Louverture, coll. « Les grands animaux », 2017  (ISBN 979-10-90724-38-9)